# آی‌ای‌آر سی‌وی۱۱
آی‌ای‌آر سی‌وی۱۱ (به انگلیسی: IAR_CV_11) یک هواگرد ملخ‌پیشین تک‌موتوره از نوع جنگنده ساخت شرکت ایندوستریا آئروناتیکا رومانا (Industria Aeronautică Românǎ) است. هواگرد آی‌ای‌آر سی‌وی۱۱ نخستین پروازش را در ۱۹۳۰ میلادی انجام داد. این هواگرد در سال ۱۹۳۰ میلادی رسماً معرفی گردید. در مجموع، تعداد ۲ فروند از این هواگرد ساخته شده‌است.
طراح این هواگرد، Elie Carafoli , Lucien Virmoux بود.